# Lyby
Lyby er en tidligere stationsby på Salling, beliggende 10 km syd for Roslev, 24 km sydøst for Nykøbing Mors, 18 km sydvest for Sundsøre og 9 km nord for Skive. Lyby hører til Skive Kommune og ligger i Region Midtjylland. I 1970-2006 hørte Lyby til Sundsøre Kommune.
Lyby hører til Lyby Sogn. Lyby Kirke ligger 1 km nord for Lyby ved gården Lisedahl.

## Faciliteter
Lyby Forsamlingshus er nyrenoveret og har service til 150 personer. Der er en stor sal på 132 m² og en lille sal på 66 m² med foldedøre imellem, så de kan blive ét stort rum.

## Historie
Landsbyen Vester Lyby bestod i 1682 af 23 gårde og 1 hus med jord. Det samlede dyrkede areal udgjorde 275,8 tønder land, skyldsat til 67,84 tønder hartkorn. Dyrkningsformen var græsmarksbrug med tægter.
I 1901 blev Lyby beskrevet således: "Vester-Lyby, med Kirke, Skole, Mølle og Jærnbanehpl.; Øster-Lyby med Mølle;" Øster Lyby 3 km sydøst for kirken er ikke længere en landsby, da der kun er møllegården tilbage. Men stedet har lagt navn til sommerhusområdet Lyby Strand ved Skive Fjord i Grønning Sogn.
Lyby havde kirke, men ikke præstegård, for Lyby Sogn var anneks til Jebjerg Sogn og havde altså ikke egen præst. Jebjerg-Lyby pastorat blev grundlaget for Jebjerg-Lyby sognekommune, der fungerede frem til kommunalreformen i 1970.

### Jernbanen
Vester Lyby fik station på Sallingbanen (1884-1971). Den var i starten holdeplads, en betegnelse som DSB brugte om de mindste stationer indtil 2. maj 1922. Holdepladsen fik sidespor i 1891.
I 1958 anbefalede DSB at Lyby station blev nedrykket til trinbræt, hvilket skete 30. maj 1965, hvorefter sidesporet blev fjernet. Stationsbygningen findes stadig på Intrupvej 1. Den blev i 1967 solgt til privat bolig og erstattet af et venteskur, der blev stående indtil 1971, hvor persontrafikken på Sallingbanen blev indstillet. Den grusbelagte cykel- og vandresti "Salling Natursti", der er anlagt på banens tracé næsten hele vejen mellem Skive og Glyngøre, passerer Lyby.

### Stationsbyen
Stationen hed Lyby, og det blev også navnet på den lille stationsby, der voksede op omkring den. Navnet "Vester Lyby" overgik til en ny bebyggelse 1 km nordvest for Lyby ved landevejen mellem Skive og Glyngøre. Her opstod også et industrikvarter langs primærrute 26. Men Lyby fik ikke den samme vækst som banens øvrige stationsbyer. Udviklingen i sognekommunen fandt især sted i Jebjerg.
Lyby er i dag ikke en by, for den har under 200 indbyggere, som er Danmarks Statistiks kriterium på en by. Lyby og Vester Lyby kan ikke tælles sammen til ét byområde, fordi der er over 200 meter åbent land mellem dem.